# Gyeplabda az 1952. évi nyári olimpiai játékokon
Az 1952. évi nyári olimpiai játékokon a gyeplabdatornát július 15. és július 24. között rendezték. A tornán 12 válogatott szerepelt.

## Éremtáblázat
(Az egyes számoszlopok legmagasabb értéke, vagy értékei vastagítással kiemelve.)
| Az 1952. évi nyári olimpiai játékok éremtáblázata gyeplabdában | Az 1952. évi nyári olimpiai játékok éremtáblázata gyeplabdában | Az 1952. évi nyári olimpiai játékok éremtáblázata gyeplabdában | Az 1952. évi nyári olimpiai játékok éremtáblázata gyeplabdában | Az 1952. évi nyári olimpiai játékok éremtáblázata gyeplabdában | Olimpia  |
| -------------------------------------------------------------- | -------------------------------------------------------------- | -------------------------------------------------------------- | -------------------------------------------------------------- | -------------------------------------------------------------- | -------- |
|                                                                | Ország                                                         | Arany                                                          | Ezüst                                                          | Bronz                                                          | Összesen |
| 1.                                                             | India (IND)                                                    | 1                                                              | 0                                                              | 0                                                              | 1        |
|                                                                |                                                                |                                                                |                                                                |                                                                |          |
| 2.                                                             | Hollandia (NED)                                                | 0                                                              | 1                                                              | 0                                                              | 1        |
|                                                                |                                                                |                                                                |                                                                |                                                                |          |
| 3.                                                             | Nagy-Britannia (GBR)                                           | 0                                                              | 0                                                              | 1                                                              | 1        |
|                                                                |                                                                |                                                                |                                                                |                                                                |          |
| Összesen                                                       | Összesen                                                       | 1                                                              | 1                                                              | 1                                                              | 3        |

## Érmesek
| Az 1952. évi nyári olimpiai játékok érmesei férfi gyeplabdában | Az 1952. évi nyári olimpiai játékok érmesei férfi gyeplabdában                                                                            | Az 1952. évi nyári olimpiai játékok érmesei férfi gyeplabdában | Az 1952. évi nyári olimpiai játékok érmesei férfi gyeplabdában |
| --- | --- | --- | -------------------------------------------------------------- |
| Arany | Ezüst | Bronz |                                                                |
| India (IND) | Hollandia (NED) | Nagy-Britannia (GBR) |                                                                |
| Leslie Claudius Meldrik Dalúz Keshav Dutt Csinadorai Desmutu Ranganáthan Frenszisz Rághbír Lál Govind Perumal Muniszvarmi Rádzsgopal Balbir Szingh Randhir Szingh Dzsentl Udham Szingh Dharam Szingh Grahanándan Szingh K. D. Szingh | Jules Ancion André Boerstra Harry Derckx Han Drijver Dick Esser Roepie Kruize Dick Loggere Lau Mulder Eddy Tiel Wim van Heel Leonard Wery | Denys Carnill John Cockett John Conroy Graham Dadds Derek Day Dennis Eagan Robin Fletcher Roger Midgley Richard Norris Neil Nugent Anthony Nunn Anthony John Robinson John Paskin Taylor |                                                                |

## Eredmények

### Nyolcaddöntők
India, Nagy-Britannia, Hollandia és Pakisztán kiemelként csak a negyeddöntőben csatlakozott a tornához.
| 1952. július 15. | Ausztria (AUT) | 2 – 1 | Svájc (SUI) |  |
| 1952. július 15. |                |       |             |  |

| 1952. július 15. | Belgium (BEL) | 6 – 0 | Finnország (FIN) |  |
| 1952. július 15. |               |       |                  |  |

| 1952. július 16. | Németország (GER) | 7 – 2 | Lengyelország (POL) |  |
| 1952. július 16. |                   |       |                     |  |

| 1952. július 16. | Franciaország (FRA) | 5 – 0 | Olaszország (ITA) |  |
| 1952. július 16. |                     |       |                   |  |

### Negyeddöntők
| 1952. július 17. | India (IND) | 4 – 0 | Ausztria (AUT) |  |
| 1952. július 17. |             |       |                |  |

| 1952. július 17. | Nagy-Britannia (GBR) | 1 – 0 | Belgium (BEL) |  |
| 1952. július 17. |                      |       |               |  |

| 1952. július 18. | Hollandia (NED) | 1 – 0 | Németország (GER) |  |
| 1952. július 18. |                 |       |                   |  |

| 1952. július 18. | Pakisztán (PAK) | 6 – 0 | Franciaország (FRA) |  |
| 1952. július 18. |                 |       |                     |  |

### Az 5–12. helyért
| 1952. július 21. | Németország (GER) | 7 – 0 | Finnország (FIN) |  |
| 1952. július 21. |                   |       |                  |  |

| 1952. július 21. | Lengyelország (POL) | 2 – 2 | Belgium (BEL) |  |
| 1952. július 21. |                     |       |               |  |

- A döntetlen végeredmény miatt a mérkőzést július 22-én újrajátszották.

| 1952. július 21. | Ausztria (AUT) | 2 – 0 | Olaszország (ITA) |  |
| 1952. július 21. |                |       |                   |  |

| 1952. július 21. | Svájc (SUI) | 2 – 1 | Franciaország (FRA) |  |
| 1952. július 21. |             |       |                     |  |

Megismételt mérkőzés
| 1952. július 22. | Lengyelország (POL) | 1 – 0 | Belgium (BEL) |  |
| 1952. július 22. |                     |       |               |  |

### Az 5–8. helyért
| 1952. július 23. | Németország (GER) | 2 – 1 | Ausztria (AUT) |  |
| 1952. július 23. |                   |       |                |  |

| 1952. július 23. | Lengyelország (POL) | 1 – 0 | Svájc (SUI) |  |
| 1952. július 23. |                     |       |             |  |

### Elődöntők
| 1952. július 20. | India (IND) | 3 – 1 | Nagy-Britannia (GBR) |  |
| 1952. július 20. |             |       |                      |  |

| 1952. július 20. | Hollandia (NED) | 1 – 0 | Pakisztán (PAK) |  |
| 1952. július 20. |                 |       |                 |  |

### Az 5. helyért
| 1952. július 25. | Németország (GER) | 4 – 0 | Lengyelország (POL) |  |
| 1952. július 25. |                   |       |                     |  |

### A 3. helyért
| 1952. július 22. | Nagy-Britannia (GBR) | 2 – 1 | Pakisztán (PAK) |  |
| 1952. július 22. |                      |       |                 |  |

### Döntő
| 1952. július 24. | India (IND) | 6 – 1 | Hollandia (NED) |  |
| 1952. július 24. |             |       |                 |  |

| Az 1952. évi nyári olimpiai játékok férfi gyeplabdatornájának olimpiai bajnoka |
| · INDIA · 5. cím                                                               |
| ------------------------------------------------------------------------------ |

## Végeredmény
Csak az első 5 helyért játszottak helyosztó mérkőzéseket.
| Helyezés | Csapat               | M | Gy | D | V | G+ | G– | Gk  | P |
| -------- | -------------------- | - | -- | - | - | -- | -- | --- | - |
| Arany    | India (IND)          | 3 | 3  | 0 | 0 | 13 | 2  | +11 | 6 |
| Ezüst    | Hollandia (NED)      | 3 | 2  | 0 | 1 | 3  | 6  | –3  | 4 |
| Bronz    | Nagy-Britannia (GBR) | 3 | 2  | 0 | 1 | 4  | 4  | 0   | 4 |
| 4.       | Pakisztán (PAK)      | 3 | 1  | 0 | 2 | 7  | 3  | +4  | 2 |
|          |                      |   |    |   |   |    |    |     |   |
| 5.       | Németország (GER)    | 5 | 4  | 0 | 1 | 20 | 4  | +16 | 8 |
| 6.       | Lengyelország (POL)  | 5 | 2  | 1 | 2 | 6  | 13 | –7  | 5 |
|          |                      |   |    |   |   |    |    |     |   |
| 7.       | Ausztria (AUT)       | 4 | 2  | 0 | 2 | 5  | 7  | –2  | 4 |
| 8.       | Svájc (SUI)          | 3 | 1  | 0 | 2 | 3  | 4  | –1  | 2 |
| 9.       | Franciaország (FRA)  | 3 | 1  | 0 | 2 | 6  | 8  | –2  | 2 |
| 10.      | Belgium (BEL)        | 4 | 1  | 1 | 2 | 8  | 4  | +4  | 3 |
| 11.      | Olaszország (ITA)    | 2 | 0  | 0 | 2 | 0  | 7  | –7  | 0 |
| 12.      | Finnország (FIN)     | 2 | 0  | 0 | 2 | 0  | 13 | –13 | 0 |